# جان کارنی (کارگردان)
جان کارنی (انگلیسی: John Carney؛ زادهٔ ۱۹۷۲ (۵۲–۵۳ سال)) یک کارگردان فیلم، و فیلم‌نامه‌نویس اهل ایرلند است که با فیلم موفق یک بار و جایزه اسکار بهترین ترانه، به شهرت رسید. تخصص او فیلم‌های مستقل و کم هزینه است.
او در شهر دوبلین ایرلند به دنیا آمد و تحصیلات ابتدایی خود را در یک مدرسه کاتولیکی در خیابان Synge گذراند. او از سال ۱۹۹۱ الی ۱۹۹۳ نوازنده گیتار بیس در گروه راک ایرلندی The Frames بود و حتی بعضی از موزیک ویدئوهای گروه را کارگردانی می‌کرد. او همچنین نویسنده و کارگردان دو فیلم کوتاه Shining Star و Hotel قبل از اولین فیلم بلند خود بوده است.